# WR 121-16
WR 121-16 är en ensam stjärna i norra delen av stjärnbilden Skölden nära Vildandshopen (M11). Den har en skenbar magnitud av ca 14,0 kräver ett kraftfullt teleskop för att kunna observeras. Baserat på parallax enligt Gaia Data Release 3 på ca 0,0776 mas, beräknas den ligga på ett avstånd av ca 23 000 ljusår (ca 7 100 parsec) från solen. WR 121-16 är nyligen tillagd i Wolf-Rayet Star Catalogue, och är den 667:e stjärnan som lagts till. Det upptäcktes i augusti 2020.

## Observation
WR 121-16 upptäcktes ursprungligen som en "biprodukt" av LAMOST-testobservationerna under fullmånenätterna, när teleskopet riktats mot den öppna stjärnhopen M11, där WR 121-16 ligger ca 42′ 24 från centrum av M11. Den är en av de mörkaste kända konventionella Wolf–Rayet-stjärnorna, med en ljusstyrka på mindre än 76 000 gånger solens. WR 121-16 varierar oregelbundet mellan magnituderna 13,95 och 14,14.

## Egenskaper
WR 121-16 är en av ett fåtal övergångsstjärnor av Wolf–Rayet-typ, som uppvisar både kol- och kväveemission, med spektraltyp WN7o/WC. Modellering av spektrumet visar att WR 121-16 inte alls är särskilt lysande, med en ljusstyrka på bara 75 900 gånger solens, mycket mindre än de flesta Wolf–Rayet-stjärnor. WR 121-16 har en massa motsvarande drygt 7 solmassor, som nästan helt är helium. Ca 1,5 procent av stjärnan består av kväve och 0,2 procent av den består av kol.
Starka stjärnvindar, typiska för Wolf–Rayet-stjärnor, med en sluthastighet på 1 000 kilometer per sekund gör att WR 121-16 förlorar 10−4,97 solmassa per år, mycket mer än solens (2-3) x 10−14 solmassa per år. Vindarna är så täta att stjärnans fotosfär inte är synlig. Dess radie definieras för överensstämmelse med andra Wolf–Rayet-stjärnor som på ett optiskt djup av 20, med ca 4 solradier. En "transformerad" radie vid ett optiskt djup av 2/3, mer jämförbart med andra typer av stjärnor, är ungefär 6 solradier.